# Стійка на руках
|                                                          |  |  |
| Тренування стійки на двох руках і, потім, на одній руці. |  |  |

Сті́йка на рука́х (англ. handstand) — утримання тіла вгору ногами, балансуючи на руках. Руки розташовані приблизно на ширині плечей. Ці стійки на руках можуть бути виконані на одній руці теж.
Стійки на руках використовуються в багатьох видах діяльності, в тому числі акро танцю, акробатики, і гімнастика. Деякі типи стійки на руках здійснюються за всіма гімнастичним обладнанням.
В йозі стійки на руках відомі під різними іншими назвами.
Є дві основних використовувані стійки на руках: з прогином і без.